# Thomas Dunne
Thomas Dunne (ur. 10 marca 1926 w hrabstwie Tipperary zm. 3 sierpnia 1990 tamże) – irlandzki polityk, Teachta Dála i poseł do Parlamentu Europejskiego.

## Życiorys
Działał w Fine Gael. W 1965 po raz pierwszy kandydował do Dáil Éireann. W 1961 został po raz pierwszy wybrany do parlamentu, pozostał w nim przez cztery kadencje do porażki wyborczej chadeków w 1977. Od maja 1973 do czerwca 1977 oddelegowany do Parlamentu Europejskiego, zasiadał we frakcji Europejskiej Partii Ludowej (Chrześcijańskich Demokratów).